# Beekveld
Beekveld is een buurtschap en voormalig landgoed en kasteel gelegen in het dorp Berlicum in de gemeente Sint-Michielsgestel, in de Nederlandse provincie Noord-Brabant.

## Ontstaan
Het voormalig landgoed Beekveld is in de Middeleeuwen ontstaan als 'hoeveland'. De in die tijd zeer machtige Hertog van Brabant, gaf toestemming aan een edelman, een stadsbestuurder of een rijke koopman, stukken land te verpachten. Zo'n stuk grond was voor een boerengezin net groot genoeg om er een eenvoudige booerderij neer te zetten en er met hard werken een bestaan op te bouwen. De verpachter van het stuk land kreeg niet alleen een deel van de opbrengst van de oogst, maar had op de hoeve ook een 'stenen kamer'. Dit was een exclusief voor de verpachter gereserveerd vertrek, waar hij de pacht in ontvangt nam en kon logeren, bijvoorbeeld in de zomer en tijdens het jachtseizoen.
Een aantal van die hoeves werden in de loop van vele jaren door de landeigenaar steeds verder uitgebreid. Wanneer er een traptoren aan werd toegevoegd, sprak men over een speelhuis. Rond Berlicum waren oorspronkelijk wel vijfentwintig van die speelhuizen, daarvan zijn er nu nog slechts enkele over, waaronder kasteel de Wamberg, dat gebouwd is omstreeks 1550.
Sommige speelhuizen werden groter en luxer, zodat er op den duur sprake was van een kasteel of kasteeltje. Beekveld was zo'n kasteeltje met bijbehorend landgoed. Het lag aan de beek de Run en werd in 1819 grotendeels afgebroken. Vandaag de dag rest alleen nog een gerestaureerde zijvleugel. Deze is gesitueerd boven de kelder van het oorspronkelijke kasteel en wordt nu gebruikt als atelier. Ook staat er nog een van de 'Neerhuyzinge', een bijgebouw dat nu als woning in gebruik is. De landweg langs deze gebouwen is genoemd naar het voormalige landgoed Beekveld. De weg loopt tegenwoordig naar een industrieterrein dat ook de naam Beekveld draagt. Hieruit kan men opmaken dat daar vroeger de landerijen lagen behorende bij Kasteel Beekveld.

## De eerste bewoners van het Kasteel Beekveld
De eerste officieel geregistreerde bewoners van het Kasteel Beekveld waren Christiaan (Corstiaan) Johanneszoon van Beekveld en Beatrix (Maria) van Susteren. Christiaan van Beekveld was op 27 december 1633 geboren uit het huwelijk van Johannes Pieterszoon Albert en Anna (Johanna) van Rosmalen. Johannes Pieterszoon Albert was de latere burgemeester van de buurtschap Middelrode te Berlicum en heeft tot zijn dood gewoond in de buurtschap Onderstal bij Berlicum.
Christiaan Johanneszoon van Beekveld trouwde op 1 februari 1665 met Beatrix van Susteren in de Parochie Sint Jan te 's-Hertogenbosch. Beatrix van Susteren was een dochter van Henricus Franciscus van Susteren en Elisabeth Donck. De familie van Susteren was een zeer voorname familie van edelen en geestelijken. Een nazaat is zelfs opgeklommen tot Bisschop van Brugge en primaat van Vlaanderen. Tot wanneer Christiaan Johanneszoon op het Kasteel Beekveld heeft gewoond is niet helemaal zeker. Wel is zeker dat hij, samen met zijn echtgenote, in het jaar 1665 in de Postelstraat te 's Hertogenbosch woonachtig was. Op 2 april 1666 kreeg hij het toen zeer begeerde poortersrecht van de stad 's Hertogenbosch.
Dorpen: Berlicum · Den Dungen · Gemonde · Maaskantje · Middelrode · Sint-Michielsgestel

Buurtschappen: Beekveld · Besselaar · De Bus · De Loofaert · De Hogert · Doornhoek · Haanwijk · Halder · Heikantse Hoeve · Hersend · Hezelaar · Hoek · Horzik · Kerkeind · Laar · Nijvelaar · Plein (Berlicum) · Plein (Sint-Michielsgestel) · Poeldonk · Ruimel · Tielse Hoeve · Wielsche Hoeven · Wamberg · Woud

Noord-Brabant: Steden en dorpen      Nederland: Provincies · Gemeenten